# آن آرنولد
آن آرنولد (انگلیسی: Ann Arnold؛ ۴ ژانویهٔ ۱۹۳۶ – ۲۸ دسامبر ۲۰۱۵)، نقاش اهل بریتانیا بود. وی یک هنرمند فیگوراتیو بود.